# Cicero (Illinois)
Cicero je gradић u američkoj saveznoj državi Ilinois. Prema popisu stanovništva iz 2010. u njemu je živjelo 83.891 stanovnika.